# 商酒务镇
商酒务镇，是中华人民共和国河南省平顶山市宝丰县下辖的一个乡镇级行政单位。地处宝丰县中北部，面积62.2平方公里。因宋朝时该地酿酒业兴盛，且程颢曾在此监理酒务而得名。1940年设商酒务镇，后曾一度改为乡，1992年复为镇。镇辖龙泉寺村有新石器时代遗址，柳林村有龙山文化遗址。

## 行政区划
商酒务镇下辖以下地区：
商酒务村、焦楼村、房庄村、石岗营村、大王庄村、赵一村、赵二村、赵三村、皂角树村、何庄村、水牛里村、龙泉寺村、杨沟村、柳林村、白庄村、张庄村、泥河樊村、梁庄村、户庄村、张洛庄村、犁湾沟村、黄洼村、郜辛庄村、古城村、韩庄村、孙官营村和武岗村。

## 中国传统村落
2013年8月，北张庄村被评为第二批中国传统村落。